# Nacka stad
Denna artikel handlar om den tidigare kommunen Nacka stad. För orten se Nacka, för dagens kommun, se Nacka kommun, för det pågående stadsbyggnadsprojektet se Nacka stad (projekt).
Nacka stad var en kommun i Stockholms län.

## Administrativ historik
Nacka stad bildades den 1 januari 1949 (enligt beslut den 1 oktober 1948) genom en ombildning av Nacka landskommun. Den nya staden hade 14 483 invånare den 31 december 1948.
Staden påverkades inte av kommunreformen den 1 januari 1952.
En mindre del i dagens norra Bagarmossen överfördes till Stockholms stad 1959. 
Nacka stad ombildades den 1 januari 1971 till Nacka kommun, varvid sammanläggning med tidigare Boo landskommun och Saltsjöbadens köping genomfördes.

### Judiciell tillhörighet
I likhet med andra under 1900-talet inrättade stadskommuner fick staden inte egen jurisdiktion utan låg fortsatt under landsrätt i Södertörns domsaga och Södertörns domsagas tingslag.

### Kyrklig tillhörighet
Staden tillhörde Nacka församling bildad samtidigt med landskommunen 20 november 1887.

### Sockenkod
För registrerade fornfynd med mera så återfinns staden inom ett område definierat av sockenkod 0056 som motsvarar den omfattning staden hade kring 1950, vilket innebär koden även används för Nacka socken.

## Stadsvapen
Blasonering: I blått fält ett kvarnhjul av silver.
Vapnet fastställdes 1948.

## Geografi
Nacka stad omfattade den 1 januari 1952 en areal av 50,79 km², varav 47,89 km² land. Efter nymätningar och arealberäkningar färdiga den 1 januari 1955 omfattade staden den 1 januari 1961 en areal av 50,86 km², varav 48,17 km² land.

### Tätorter i staden 1960
| Tätort            | Folkmängd |
| ----------------- | --------- |
| Stockholm, del av | 18 691    |
| Älta              | 1 398     |
| Hästhagen         | 453       |

Tätortsgraden i staden var den 1 november 1960 98,9 procent.

## Befolkningsutveckling
| Befolkningsutvecklingen i Nacka stad 1950–1970 | Befolkningsutvecklingen i Nacka stad 1950–1970 | Befolkningsutvecklingen i Nacka stad 1950–1970 | Befolkningsutvecklingen i Nacka stad 1950–1970 | Befolkningsutvecklingen i Nacka stad 1950–1970 |
| --- | ---------------------------------------------- | ---------------------------------------------- | ---------------------------------------------- | ---------------------------------------------- |
| |                                                |                                                |                                                |                                                |
| År |                                                |                                                | Folkmängd                                      |                                                |
| 1950 | 1950                                           |                                                | 15 489                                         |                                                |
| 1955 | 1955                                           |                                                | 18 269                                         |                                                |
| 1960 | 1960                                           |                                                | 20 778                                         |                                                |
| 1965 | 1965                                           |                                                | 24 154                                         |                                                |
| 1970 | 1970                                           |                                                | 27 500                                         |                                                |
| Anm: 1950 avser befolkning enligt folkräkning den 31 december enligt den administrativa indelningen den 1 januari 1952. 1955 avser den kyrkobokförda befolkningen den 31 december enligt den administrativa indelningen den 1 januari följande år. 1960 & 1965 avser befolkning enligt folkräkning den 1 november enligt den administrativa indelningen den 1 januari följande år. 1970 avser befolkningen den 1 november 1970 i det område som staden omfattade när den upplöstes den 1 januari 1971. |                                                |                                                |                                                |                                                |

## Politik

### Mandatfördelning i valen 1950-1966
| 2 | 18 | 9 | 6 |

| 29 | 6 |

| 2 | 16 | 10 | 7 |

| 28 | 7 |

| 2 | 16 | 6 | 11 |

| 29 | 6 |

| 2 | 17 | 7 | 9 |

| 29 | 6 |

| 3 | 14 |  | 8 | 9 |

| 29 | 6 |